# Margarita Ruano
Margarita Ruano fue una actriz y autora teatral española de la segunda mitad del siglo XVII.

## Biografía
Se tienen pocos datos sobre su vida. Estuvo casada con Gaspar de Olmedo, hijo del actor Alonso de Olmedo y, en 1692, vivían en la calle Huertas de Madrid, según aparece en la relación que dio Agustín Manuel de Castilla para un informe requerido por las autoridades a los autores de las compañías de comedias. En 1695, aparece su nombre como representante junto a su esposo en el transporte de ropa de una compañía de teatro entre Ávila y Madrid. En la Compañía de Agustín Manuel de Castilla compartió papeles con María de Navas entre otras.

## Obra
Ruano es la autora de cuatro piezas dramáticas representadas en los teatros de Madrid en la década de 1690, todas escritas en verso polimétrico y concebidas para ser representadas con música.
El Baile de las posadas de Madrid está protagonizado por la calle de la Cava Baja y la calle Silva, donde se concentraban las posadas de la ciudad. Es un fin de fiesta ligero entre alegórico y costumbrista. Su argumento consiste en que a las calles protagonistas acuden personajes como la Hermosura, los Celos, la Vanidad, el Amor y la Modestia buscando alojamiento. Todos son alojados menos la Modestia que, tras incordiar a todos, finalmente lo consigue. Fue estrenada durante el mes de abril de 1692.
Se sabe también que el Baile de los títulos de comedias obtuvo licencia para ser representado el 30 de marzo de 1690; el Baile del juego de vuelo de vuelen pajaritos  aparece fechado en 1692 y El baile del veneno de los sentidos, fechado en 1700.